# Lithiumbromid
Lithiumbromid (LiBr) ist das Lithiumsalz der Bromwasserstoffsäure. Es bildet farblose, stark hygroskopische Kristalle mit einem Schmelzpunkt von 550 °C, einem Siedepunkt von 1265 °C und einer Dichte von 3,46 g·cm−3. Die Lösungsenthalpie in Wasser beträgt −48,83 kJ/mol.
Neben dem wasserfreien Lithiumbromid existieren noch verschiedene Hydrate, bekannt sind LiBr · n H2O mit n= 1, 2, 3 und 5. Das Monohydrat LiBr · H2O hat eine Dichte von 2,51 g · cm−3 auf.

## Herstellung
Die Herstellung von Lithiumbromid erfolgt durch Umsetzen einer wässrigen Lithiumhydroxid- oder Lithiumcarbonatlösung mit Bromwasserstoff.
{\displaystyle \mathrm {LiOH+\ HBr\longrightarrow \ LiBr+\ H_{2}O} }
{\displaystyle \mathrm {Li_{2}CO_{3}+\ 2HBr\longrightarrow \ 2LiBr+\ H_{2}O+\ CO_{2}} }
Das beim Umsetzen von elementarem Brom mit Lithiumhydroxidlösung neben Lithiumbromid entstehende Lithiumhypobromit kann mit Ameisensäure oder Ammoniak zu Lithiumbromid reduziert werden.
Das wasserfreie Lithiumbromid kann auch durch Reaktion von Lithiumhydrid mit Brom hergestellt werden.
{\displaystyle \mathrm {LiH+\ Br_{2}\longrightarrow \ LiBr+\ HBr} }

## Eigenschaften

Löslichkeitsgrenzen von LiBr im T-ξ –Diagramm

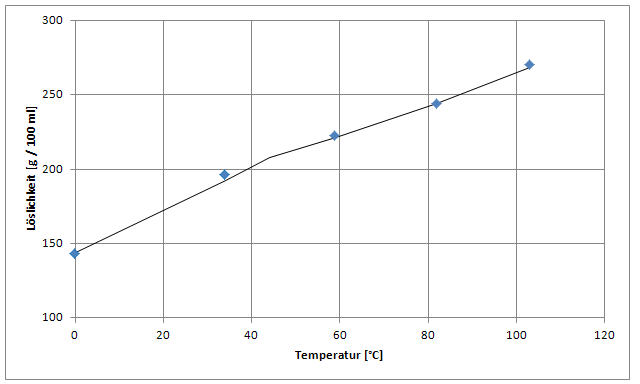
Löslichkeitsdiagramm von LiBr

Lithiumbromid ist hygroskopisch, konzentrierte Lösungen mit 50 % LiBr reduzieren den Dampfdruck des Wassers um ca. 80 %. Es ist sehr gut löslich in Wasser, bei 20 °C sind 60%ige Lösungen herstellbar. Auch in Ethanol und Ethylenglycol ist es gut löslich. Die Löslichkeit ist gering vom Druck, jedoch stark von der Temperatur abhängig. Abhängig von der Temperatur existieren verschiedene Hydrate des Lithiumbromids: unter 4 °C das Trihydrat LiBr · 3 H2O, zwischen 4 und 44 °C das Dihydrat LiBr · 2 H2O und zwischen 44 und 159 °C das Monohydrat LiBr · H2O. Bei noch höheren Temperaturen ist das Anhydrat stabil. Das Löslichkeitsdiagramm weist beim Übergangspunkt vom Monohydrat zum Anhydrat einen Knick auf.
Die Standardbildungsenthalpie von Lithiumbromid beträgt ΔHf0 = −351 kJ/mol.

## Verwendung
- Als Lösung von Lithiumbromid in Wasser für Absorptionskältemaschinen[11] (> 50 % des hergestellten Lithiumbromids).
- Wegen der stark hygroskopischen Wirkung als Trocknungsmittel, auch zum Entfeuchten geschlossener Räume.
- Organische Synthesen. Als Katalysator und Edukt.
- Flussmittel beim Löten.
- Als Elektrolyt in einigen Lithiumbatterietypen.
- bis in die 1950er Jahre als Antikonvulsivum, Sedativum und Mittel gegen bipolare Störungen (nicht mehr gebräuchlich wegen starker Nebenwirkungen)
- als Kristall in der Thermolumineszenzdatierung